# Sternotomis cornutor
Sternotomis cornutor es una especie de escarabajo longicornio del género Sternotomis, subfamilia Lamiinae. Fue descrita científicamente por Fabricius en 1775.
Se distribuye por Comoras. Posee una longitud corporal de 25-37 milímetros. El período de vuelo de esta especie ocurre únicamente en el mes de noviembre.